# Prosymna greigerti
Prosymna greigerti is een slangensoort uit het geslacht Prosymna.

## Naam en indeling
De wetenschappelijke naam van de soort werd voor het eerst voorgesteld door François Mocquard in 1906. Oorspronkelijk werd de wetenschappelijke naam Prosymna Greigerti gebruikt. De slang werd enige tijd beschouwd als een ondersoort van Prosymna meleagris. De soortaanduiding greigerti is een eerbetoon aan luitenant Greigert, die een specimen afkomstig uit Frans-Soedan (uit het "gebied van de Lobi") naar het Parijse Muséum national d'histoire naturelle had gezonden. De slang had een totale lengte van 173 millimeter.

## Verspreidingsgebied
Deze soort komt voor in delen van Afrika en leeft in de landen Senegal, Gambia, Mali, Guinea, Burkina Faso, Togo, Nigeria, Centraal-Afrikaanse Republiek, Ghana, Niger, Kameroen, Tsjaad, Congo-Kinshasa, Soedan, Ethiopië en Benin, mogelijk in Oeganda.